# Kranea
Kranea (in greco Κρανέα?) è una ex comunità della Grecia nella periferia dell'Epiro (unità periferica di Prevesa) con 1 052 abitanti secondo i dati del censimento 2001.
È stata soppressa a seguito della riforma amministrativa, detta Programma Callicrate, in vigore dal gennaio 2011 ed è ora compresa nel comune di Ziros.